# Fabrice Melquiot
 (novembre 2021).
Si vous disposez d'ouvrages ou d'articles de référence ou si vous connaissez des sites web de qualité traitant du thème abordé ici, merci de compléter l'article en donnant les références utiles à sa vérifiabilité et en les liant à la section « Notes et références ».
Œuvres principales
- Bouli Miro
- Le Diable en partage
- Albatros

Fabrice Melquiot, né le 5 avril 1972 à Modane (Savoie), est un dramaturge contemporain de théâtre français. Il est également poète, romancier (avec Écouter les sirènes, premier roman en 2024), metteur en scène, interprète et pédagogue.
Il a publié une soixantaine de pièces de théâtre chez L’Arche, à L'École des loisirs et à La Joie de lire, ainsi que des romans graphiques (Gallimard et L’Élan vert) et des recueils de poésie (L’Arche et Le Castor astral).

## Parcours
Fabrice Melquiot commence comme acteur au sein de la compagnie Millefontaines dirigée par Emmanuel Demarcy-Mota ; il y joue Büchner, Copi et Shakespeare, entre autres.
En 1998, ses premiers textes pour enfants, Le Jardin de Beamon puis Les Petits Mélancoliques, sont publiés à L'École des loisirs et diffusés sur France Culture. Il reçoit le grand prix Paul-Gilson de la Communauté des radios de langue française (Le Jardin de Beamon) et, à Bratislava, le prix européen de la meilleure œuvre radiophonique pour adolescents (Perlino Comment).

### Années 2000
Fabrice Melquiot met alors un terme à sa carrière d'acteur pour se consacrer entièrement à l'écriture théâtrale. C'est le début d'une longue collaboration avec L'Arche éditeur qui publie :
- en 2001, L’Inattendu, Perlino Comment, Percolateur Blues et La Semeuse ;
- en 2002, Le Diable en partage et Kids, Bouli Miro ;
- en 2003, Autour de ma pierre il ne fera pas nuit, The ballad of Lucy Jordan ;
- en 2004, Ma vie de chandelle, un recueil de trois monologues C’est ainsi mon amour que j’appris ma blessure, Le Laveur de visages et L’Actrice empruntée ;
- en 2005, Exeat et Je rien Te deum, Marcia Hesse, Le Gardeur de Silences.

Perlino Comment inaugure la collection de théâtre jeunesse de l’Arche éditeur ; suit Bouli Miro mis en scène par Patrice Douchet et également sélectionné par la Comédie-Française. Ce sera le premier spectacle jeune public à y être présenté, dans une mise en scène de Christian Gonon. La suite des aventures de Bouli, Bouli redéboule (mise en scène de Philippe Lagrue), a été présentée, toujours à la Comédie-Française, en 2005-2006. Le Gardeur de silences a été publié et mis en scène par Franck Berthier à La Faïencerie de Creil.
En 2002-2003, pour sa première saison à la tête de la Comédie de Reims, Emmanuel Demarcy-Mota invite Fabrice Melquiot à le rejoindre comme auteur associé, membre du collectif artistique de la Comédie et met en scène L’Inattendu et Le Diable en partage, au Théâtre de la Bastille (Paris), à la Comédie de Reims et en tournée. Reynald Robinson créera également Le Diable en partage à Montréal.
En 2003, Fabrice Melquiot se voit décerner le prix SACD de la meilleure pièce radiophonique, le prix Jean-Jacques-Gautier du Figaro et deux prix du Syndicat de la critique.
En 2004, le compagnonnage se poursuit avec Emmanuel Demarcy-Mota pour la création de Ma vie de chandelle à la Comédie de Reims et au Théâtre de la Ville (Paris).
En 2004-2005, Emmanuel Demarcy-Mota met également en scène un monologue, Exeat, avec Hugues Quester. Michel Belletante monte Je peindrai des étoiles filantes et mon tableau n’aura pas le temps à l’amphithéâtre de Pont-de-Claix. Vincent Goethals participe au festival de théâtre jeune public Odyssée 78 au théâtre de Sartrouville avec Catalina In Fine. Les Petits Mélancoliques sont en tournée dans le nord de la France, spectacle créé par la compagnie Tourneboulé. La Comédie-Française reprend Bouli Miro. Plusieurs pièces sont créées en Espagne, en Grèce, en Allemagne, au Canada, en Russie.
En 2005-2006, Emmanuel Demarcy-Mota met en scène Marcia Hesse au théâtre des Abbesses, spectacle réunissant 13 acteurs du collectif de la Comédie de Reims ; la Comédie-Française crée la suite de Bouli Miro, Bouli redéboule ; Catalina In Fine est accueilli au théâtre du Rond-Point et plusieurs pièces traduites par Fabrice Melquiot sont montées : Michel Didym met en scène Face de cuillère de Lee Hall, Gloria Paris met en scène Filumena Marturano d’Eduardo De Filippo, Patrice Douchet monte Noces de Sang de Federico García Lorca, trois traductions de l'écrivain.
En 2006-2007, Marcia Hesse est repris au théâtre des Abbesses pour cause de succès, avec une tournée en France, et reçoit deux nominations aux Molières. Franck Berthier crée Autour de ma pierre, il ne fera pas nuit à La Faïencerie de Creil. Percolateur Blues, La Semeuse, Le Diable en partage, Ma vie de chandelle sont présentées dans de nouvelles mises en scène.
En 2007-2008, Dominique Catton et Christiane Sutter créent Alice et autres merveilles au théâtre Am Stram Gram de Genève. Emmanuel Demarcy-Mota crée le troisième épisode des aventures de Bouli Miro, Wanted Petula, à la Comédie de Reims. Franck Berthier crée Eileen Shakespeare avec Liliane Rovère dans le rôle-titre. Ma vie de chandelle et La Dernière Balade de Lucy Jordan sont créées au Mexique par Manuel Ulloa et Guy Delamotte. Le feuilleton radiophonique Indja Kabul est diffusé par France Culture ; L’Inattendu est mis en ondes avec Anouk Grinberg.
En 2008-2009, France Culture enregistre le feuilleton radiophonique Toxic Azteca Songe avec Denis Lavant, Jean-Quentin Châtelain, Manuel Ulloa. Paul Desveaux crée Pollock à la Maison de la culture de Bourges. Tasmanie est créé à Bonn, en Allemagne. Gilles Chavassieux monte Faire l’amour est une maladie mentale qui gaspille du temps et de l’énergie. Marion Lévy monte En somme au Théâtre national de Chaillot.
En 2009-2010, Emmanuel Demarcy-Mota crée Wanted Petula au théâtre des Abbesses, puis au Centquatre-Paris. Stanislas Nordey crée 399 secondes au Théâtre national de Bretagne, à Rennes. Dominique Catton crée Blanches au théâtre Am Stram Gram de Genève. Christian Duchange crée Le Cabinet de curiosités au Théâtre Nouvelle Génération à Lyon. Au Théâtre national de Bordeaux en Aquitaine, Fabrice Melquiot met lui-même en scène Tarzan Boy, texte autobiographique, qui évoque les années 1980 à Modane. Au théâtre des Célestins à Lyon, Roland Auzet met en scène La Nuit les brutes avec Anne Alvaro et Clotilde Mollet. À Marseille, le théâtre du Centaure crée un texte commandé à Melquiot, Otto Witte, avec David Mandineau-Koko.

### Années 2010
Lors de la saison théâtrale 2010/2011, Fabrice Melquiot est artiste associé au Théâtre de la Ville ainsi qu'aux Scènes du Jura. Il le restera plusieurs années.
En 2011-2012, il crée S’enfuir et L’Espace, lectures mouvementées, en compagnie du danseur et acrobate Jean-Baptiste André. Didier Long met en scène Youri au théâtre Hébertot avec Jean-Paul Rouve et Anne Brochet. Gilles Bouillon met en scène Kids au centre dramatique de Tours. Sarah Marcuse crée Eileen Shakespeare à Lausanne. Wanted Petula et Bouli Année Zéro sont repris à Paris. Paul Desveaux crée Pollock, avec Serge Biavan et Claude Perron. La pièce sera recréée à New York, dans sa version américaine, avec Jim Fletcher et Birgit Huppuch.
À partir de 2012, il est nommé à la direction du théâtre Am Stram Gram de Genève, Centre international de création et de ressources pour l'enfance et la jeunesse. Il y déploie un projet international auquel participent des écrivains (Pauline Sales, Emmanuelle Destremau, Samuel Gallet, Sylvain Levey, Camille Rebetez, Douna Loup, Valérie Poirier, Odile Cornuz, Enzo Cormann, etc.), des metteurs en scène (Paul Desveaux, Jean Bellorini, Marjolaine Minot, Eric Devanthéry, Muriel Imbach, Omar Porras, Joan Mompart, etc.), des chorégraphes (Ambra Senatore, Madeleine Raykov, Perrine Valli, etc), des circassiens (Damien Droin, Julie Tavert, Benoît Dattez, etc.).
En 2012-2013, Melquiot crée Quand j'étais Charles (écriture et mise en scène). C'est Vincent Garanger qui interprète Charles. Il met également en scène Le Hibou, le vent et nous au théâtre Am Stram Gram, avec notamment Nicolas Rossier, François Nadin et Dominique Gubser. Roland Auzet crée Aucun homme n'est une île puis, en 2014, Steve V, opéra inspiré de la biographie de Steve Jobs, avec Oxmo Puccino et Thibault Vinçon, entre autres.
En 2015, il écrit et met en scène Le Poisson combattant pour Robert Bouvier (théâtre du Passage de Neuchâtel, théâtre Le Girasole dans le cadre du Festival Off d'Avignon, Comédie de Genève, etc). Au théâtre Am Stram Gram, Mariama Sylla met en scène Jean-Luc, d'après la biographie de Jean-Luc Godard, avec un groupe de onze adolescents. Le texte est publié la même année dans la collection « La Joie de voir », à La Joie de lire.
En 2016, Fabrice Melquiot écrit et met en scène Suzette, créé au théâtre Am Stram Gram puis présenté au Théâtre de la Ville, à Paris. Il reçoit le prix du festival Primeurs de Sarrebrück pour La Grue du Japon. Matthieu Roy crée Days of nothing à la chartreuse de Villeneuve-lès-Avignon. Matthieu Cruciani met en scène l'adaptation de Moby Dick, qu'il commande à l'auteur et qui est créée à la Comédie de Saint-Étienne, dans une scénographie de Marc Lainé. C'est Sharif Andoura qui joue le capitaine Achab. Charles Templon met en scène M'man au théâtre de la Porte-Saint-Martin avec Cristiana Reali et Robin Causse.
En 2017, Arnaud Meunier crée L'Homme libre pour inaugurer la nouvelle Comédie de Saint-Étienne. Emmanuel Demarcy-Mota met en scène Alice et autres merveilles avec la troupe du Théâtre de la Ville.
En 2018, Dominique Catton et Christiane Suter créent Les Séparables au théâtre Am Stram Gram de Genève, pièce qu'Emmanuel Demarcy-Mota met en scène au Théâtre de la Ville, à Paris, la même année. Hervé Estebeteguy (compagnie Hecho en Casa) met en scène Parle à la poussière. Pascale Daniel-Lacombe (théâtre du Rivage) commande Maelström à Fabrice Melquiot et le crée au Parvis d'Avignon. La compagnie Wang-Ramirez accueille l'écrivain comme dramaturge pour le spectacle We are Monchichi. Au théâtre Am Stram Gram, Melquiot écrit et met en scène Centaures, quand nous étions enfants, avec Camille-Gaïa et Manolo-Indra du Théâtre du Centaure. La même année, l'écrivain reçoit le Deutscher Kindertheaterpreis (Allemagne) ainsi que le grand prix de littérature dramatique jeunesse, le 15 octobre, pour Les Séparables.
Suivent de nombreuses mises en scène, parmi lesquelles : 
- Ma Colombine, mise en scène d'Omar Porras (théâtre Am Stram Gram, TKM, Le 11 Gilgamesh-Belleville à Avignon, etc.). Solo écrit à partir de la biographie d'Omar Porras.
- Hercule à la plage, mise en scène de Mariama Sylla (théâtre Am Stram Gram, Le 11 Gilgamesh-Belleville à Avignon, etc.).
- J'ai pris mon père sur mes épaules, mis en scène d'Arnaud Meunier (Comédie de Saint-Étienne, Théâtre du Rond-Point, etc.). Texte commandé par Arnaud Meunier (avec notamment Rachida Brakni, Philippe Torreton, Vincent Garanger, etc.).
- Alice traverse le miroir, mise en scène d'Emmanuel Demarcy-Mota (Théâtre de la Ville, Paris)
- Diane, d'après la biographie de Diane Arbus, mise en scène de Paul Desveaux (Les Plateaux Sauvages, Paris).
- Le Prince de la Terreur, mise en scène de Paul Desveaux (théâtre Am Stram Gram) avec le groupe de pop-rock Brico Jardin.

Fabrice Melquiot collabore à de nombreuses reprises avec Eric Linder (aka Polar) et le festival Antigel, à Genève. Ensemble, ils créent plusieurs performances pluridisciplinaires : La forêt ne dort pas, Very Bat Trip I et II, Botanica, Blind Date, Territoire nouveau, etc.

### Années 2020
En 2024, Fabrice Melquiot publie aux Actes Sud un premier roman : Écouter les sirènes. Une plongée dans l'Amérique de Leonard Cohen,.

### Décoration
- 2015 :  Chevalier de l'ordre des Arts et des Lettres[4]

## Œuvres
Les textes de Fabrice Melquiot sont traduits en plusieurs langues et représentés dans de nombreux pays : Allemagne (Thalia Theater), Grèce (Petros Sevastikoglou), Mexique (Manuel Ulloa), États-Unis (Ben Yalom), Chili (Victor Carrasco), Espagne, Italie, Portugal (João Mota), Japon (Tanino Kuro), Québec, Russie…[réf. nécessaire]

### L'Arche
- La Semeuse, 2001
- Percolateur Blues, 2001
- L'Inattendu, 2001
- Kids, 2002
- The Ballad of Lucy Jordan, 2002
- Le Diable en partage, 2002
- Le Gardeur de silences, 2003
- L'Actrice empruntée, 2004
- Le Laveur de visages, 2004
- C'est ainsi mon amour que j'appris ma blessure, 2004
- Veux-tu ? - Poés, 2004
- Ma vie de chandelle, 2004
- Je rien te deum, 2005
- Exeat, 2005
- Faxxman, 2005
- Je peindrai des étoiles filantes et mon tableau n'aura pas le temps, 2005
- Sâlat Al-Janâza, 2005
- Marcia Hesse, 2005
- Graceful - Poés, 2005
- Lisbeths, 2006
- Tasmanie, 2007
- Faire l'amour est une maladie mentale qui gaspille du temps et de l'énergie, 2008
- Eileen Shakespeare / Pollock, 2009
- Le Jeu d'histoires libres, 2009
- Otto Witte, 2009
- Modane, 2010
- 399 secondes / Hart-Emily / Le Cabinet de curiosités, 2010
- Days of nothin, 2012 (ISBN 978-2-85181-777-8)
- Le Poisson combattant / Page en construction / Je suis drôle, 2015
- L'Homme libre / Printemps, 2017
- La Grue du Japon, 2017
- Les Tournesols, 2018
- J'ai pris mon père sur mes épaules, 2019 (ISBN 978-2-85181-955-0)
- Diane, 2019

#### Collection «Jeunesse»
- Perlino Comment, 2001
- Bouli Miro, 2002 (ISBN 2-8518-1522-9)
- Albatros, 2004
- Bouli redéboule, 2005
- Catalina in fine, 2005
- Wanted Petula, 2007
- Alice et autres merveilles, 2007
- Blanches, 2010
- Bouli année zéro, 2010
- Guitou, 2011
- Frankenstein, 2012 (ISBN 978-2-85181-758-7)
- Le Hibou, le vent et nous, 2013
- Aucun homme n'est une île, 2013
- Moby Dick, 2014
- Münchhausen, 2015
- Les Séparables, 2018
- Alice traverse le miroir, 2019

### Autres éditeurs
- Le Jardin de Beamon, L'École des loisirs, 1999
- Les Petits Mélancoliques, L'École des loisirs, 1999
- L'Enfant dieu, L'École des loisirs, 2003
- Jean-Luc, La Joie de lire, 2015
- Ma Colombine, La Joie de lire, 2018
- Avec Martin Dutasta, Centaures, quand nous étions enfants, La Joie de lire, 2018 (ISBN 978-2-88908-424-1)
- Hercule à la plage, La Joie de lire, 2019
- Caravanes, Espaces 34, 2005
- Avec Isabelle Pralong, Polly, Espaces 34, 2021
- Qui surligne le vide avec un cœur fluo ?, Le Castor astral, 2012
- Ils lisaient  (ill. Joëlle Dreydemy), L’Élan vert, 2019.
- La Naissance de Félicien Moutarde  (ill. Ronan Badel), 2010
- Deuxième fois qui pique  (ill. Ronan Badel), 2011

## Distinctions
- 2003 :
  - Prix SACD de la meilleure pièce radiophonique
  - Prix Jean-Jacques-Gautier[5]
  - Prix de la révélation théâtrale de l'année du Syndicat de la critique
  - Prix de la meilleure création d'une pièce en langue française du Syndicat de la critique pour Le Diable en partage
- 2006 : Prix de la pièce de théâtre contemporain pour le jeune public[6] pour Albatros
- 2008 : Prix du jeune théâtre Béatrix-Dussane–André-Roussin de l’Académie française pour l’ensemble de son œuvre
- 2018 :
  - Deutscher Kindertheaterpreis (Allemagne)
  - Grand prix de littérature dramatique jeunesse[1] pour Les Séparables
- 2019 : Prix de la pièce de théâtre contemporain pour le jeune public[6] pour Les Séparables
- 2021 : 
  - « Pépite » du Salon du livre et de la presse jeunesse[7], catégorie Fiction Ados, pour Polly, avec Isabelle Pralong
  -  Prix Töpffer Genève[8],[9] pour Polly, avec Isabelle Pralong
  - Coup de coeur Jeune Public printemps 2021 de l'Académie Charles Cros avec Polar et Jeanne Roualet pour Comme tu regardes le ciel étoilé[10].
- 2022 :  Prix BolognaRagazzi, catégorie Comics - young adult[11], Foire du livre de jeunesse de Bologne  pour Polly, avec Isabelle Pralong